# 김준현 (희극인)
김준현(金峻鉉, 1980년 11월 16일 ~)은 대한민국의 희극인이다. 1999년 첫 ubc울산방송 공채 연극 배우로 첫 데뷔하였다. 
2007년 KBS 22기 공채 개그맨으로 데뷔하였다. 개그콘서트, 맛있는 녀석들 등에 출연하였다.

## 학력
- 광명고등학교 졸업
- 한국외국어대학교 용인캠퍼스 철학과 졸업

## 별명
- 먹신
- 미련한 돼지

## 비판과 논란

### 음주운전 상해사건
2010년 5월 4일, 김준현은 음주운전을 하고, 보행자를 차로 쳤다. 이후 피해자는 급히 병원으로 이송했다. 피해자와 합의했으나 여전히 네티즌에게 비판을 받았다. 새벽 2시까지 술을 마신 뒤 차 운전석에서 잠들었고, 5시간 뒤 일어나서 술이 당연히 깼을 줄 알고 운전대를 잡은 것이라고 해명했다. 자숙 기간이 4개월 이후에는 다시 방송에 복귀했다.

## 연기 활동

### 예능
- JTBC 《장르만 코미디》
- KBS2 《개그콘서트》 2007년~2014년
  - 〈조선왕조 부록〉궁녀 역
  - 〈악성 바이러스〉
  - 〈워워워〉소망이 역
  - 〈감수성〉나레이션 역
  - 〈씁쓸한 인생〉김실장 역 (2010년 1월 17일~3월 21일)
  - 〈공부의 신〉음악가 루치아노 빠박머리 역
  - 〈많이 컸네 황회장〉(2008년 4월 13일~12월 28일)
  - 〈DJ변〉광고 성우 역 (2009년 3월 1일~2010년 5월 2일)
  - 〈9시쯤 뉴스〉개콘유치원 잎새반 어린이 역
  - 〈천사들의 합창〉
  - 〈일단뛰어〉
  - 〈미끼〉
  - 〈대포동 예술극단〉
  - 〈나는 개그맨이다〉(2011년 8월 7일)
  - 〈생활의 발견〉여러가지로 변경하여 등장
  - 〈비상대책위원회〉군인 역 (2011년 8월 14일~2012년 6월 17일)
  - 〈청춘예찬〉
  - 〈네가지〉뚱뚱한 남자 역 (2012년 1월 15일~2013년 6월 30일)
  - 〈봉숭아학당〉
  - 〈슈퍼스타 KBS〉
  - 〈리얼토크쇼〉첫회게스트 역
  - 〈소름〉산악구조대원 역
  - 〈편하게 있어〉과장 역 (2013년 8월 4일~2014년 5월 25일)
  - 〈어른들을 위한 동화〉
  - 〈존경합니다〉
  - 〈큰세계〉
  - 〈세상아 덤벼라〉
  - 〈유민상 장가 보내기 프로젝트〉(2015년 1월 11일)
  - 〈횃불 투게더〉(2015년 12월 20일, 동창회 특집 출연)
  - 〈진지록〉(2015년 12월 20일, 동창회 특집 출연)
  - 〈감수성〉(2017년 5월 14일, 900회 특집 출연)
  - 〈사랑이 라지〉(2017년 5월 14일, 900회 특집 출연)
- KBS1 《가족오락관》
- KBS2 《폭소클럽2》
- KBS2 《리얼체험 프로젝트 인간의 조건》
- KBS2 《개그스타 GCC어워드》
  - 〈누굴 위한 세상인가〉
- KBS2 《유희열의 스케치북》
- KBS2 《인간의 조건》
- KBS2 《맘마미아》
- SBS 《우리 아이가 달라졌어요》
- tvN 《롤러코스터 시즌2》
- QTV 《어럽쇼》
- KBS2 《퀴즈쇼 사총사》
- KBS2 《불후의 명곡: 전설을 노래하다》
- KBS2 《위기탈출 넘버원》
- KBS2 《밥상의 신》
- KBS2 《우리동네 예체능》
- KBS2 《7인의 미스코리아》
- MBC 《애니멀즈》
- 코미디TV 《맛있는 녀석들》(2016년~2021년)
- tvN 《SNL 코리아》도라에몽 역
- tvN 《언제나 칸타레 시즌 2》
- O'live 《비법》
- SBS 《백종원의 3대 천왕》
- SBS 《동상이몽, 괜찮아 괜찮아》
- SBS 《고쇼》
- JTBC 《키즈 돌직구쇼 – 내 나이가 어때서》
- XTM 《수컷의 방을 사수하라》
- tvN 《내방의 품격》
- SBS 《자기야 - 백년손님》
- KBS2 《본분 금메달》
- KBS2 《1 대 100》
- KBS2 《어느날 갑자기 외.개.인》
- MBC EVERY1 《아찔한 캠핑》
- KBS1 《나는 농부다》
- TVN 《인생술집》
- KBS2 《트릭 & 트루》
- SBS 《판타스틱 듀오 2》
- MBC EVERY1 《어서와 한국은 처음이지》
- O'live 《집사가 생겼다》
- tvN 《20세기 소년 탐구생활》
- 스카이 드라마 《여행가.방》
- MBC 《미스터리 음악쇼 복면가왕》 - 오빠 몸이 완전 돌덩이야 모아이 <참가자>
- KBS1 《전국이장회의》
- tvN 《씬의 퀴즈》 (2019년)
- KBS2 《배틀트립》 - 진행 (2019년)
- KBS2 《생존자들》 - 진행 (2019년)
- KBS2 《2019 KBS 연예대상》 - 진행 (2019년)
- KBS2 《음치는 없다 엑시트》 - 진행 (2020년)
- 유튜브 조선무당TV   쫄리면 D지시던가-진행
- MBC 《손현주의 간이역》
- SBS F!L 《외식하는 날 버스킹》 (2022년)
- SBS F!L 《라이브플렉스》 (2022년)
- JTBC 《아는형님》
- SBS 《신발 벗고 돌싱포맨》 (2024년)

### 드라마
- 《전설의 고향》
- 《직장의 신》 - 공사장 인부 역
- 《넝쿨째 굴러온 당신》 - 예능국 PD 역 (특별출연)
- 《부탁해요, 엄마》 - 김사장 역
- 《막돼먹은 영애씨 15》 - 격투기 도장 관장 역
- 《보그맘》 - 국정원 직원 역
- 《빅 포레스트》
- 《뷰티 인사이드》 - 일일 한세계 역 (특별출연)
- 《호텔 델루나》 - 본인 역 (특별출연)
- 《살롱 드 홈즈》 - 고깃집 사장 역 (특별출연)

### 영화
- 《모모와 다락방의 수상한 요괴들》 이와(목소리) 역
- 《더 자이언트》 토사칸 / 빅그린(목소리) 역
- 《호두까기 인형 3D》 쥐마왕(목소리) 역
- 《가문의 귀환》 카메오 출연 /내시경 원장 역
- 《오빠》

### 광고
- 2009 코웨이 클리베
- 2012 LG유플러스 네가지 외 1
- 2012 아워홈 함흥냉면
- 2012 경동나비엔비디오폰
- 2012 오리온 고래밥
- 2012 잇브래드
- 2012 초록마을 내몸엔 발효 뽕잎차
- 2012 소방방재청 풍수해보험
- 2012 케이앤제이씨 노스노 스프레이
- 2012 방송통신위원회 디지털전환
- 2012 웅진코웨이 매트리스 케어렌탈
- 2012 넥슨 서든어택
- 2012 예스콜대리운전
- 2012 LG 생활건강 페리오46cm
- 2012 아카데미과학 카트파이트뱅가드
- 2012 롯데주류 처음처럼
- 2012 젯아이씨 웨스트우드
- 2012 LG전자 디오스 (김태희와 촬영)
- 2012 귀뚜라미보일러
- 2012 굿지앤 김준현 브랜드
- 2012 삼립식품 삼립호빵
- 2013 넷마블 다함께 차차차
- 2013 씨투디게임즈 김준현의 공기놀이
- 2013 아워홈 대구탕·동태탕
- 2013 이니스프리 에코손수건 캠페인
- 2013 환경부 쓰레기 줄이기 캠페인
- 2013 훌랄라 치킨
- 2013 장충동왕족발
- 2013 팔도 왕뚜껑 (이병헌 광고 패러디)
- 2013 OB맥주 카스 라이트
- 2013 베스킨라빈스
- 2014 고래사어묵
- 2014 광동제약 광동 헛개수
- 2014 신일산업
- 2014~티브로드
- 2014~케이블TV
- 2014 바른손이앤에이 배틀리그
- 2015 영단기
- 2015 한국스마트카드 티머니
- 2016 원할머니보쌈
- 2016~피자헤븐
- 2016 KB손해보험 매직카 다이렉트
- 2016 투믹스
- 2017~이마트
- 2017 오뚜기 함흥비빔면
- 2017 오뚜기 컵밥
- 2017 배달통
- 2018 NHN스타피쉬 한게임 신맞고
- 2019~눈치떡
- 2019 OB맥주 카스
- 2019 동성제약 정로환
- 2020~삼성전자 비스포크 식기세척기
- 2022~중소기업중앙회 노란우산

## 수상
- 2010년 제11회 대한민국영상대전 예능부문 포토제닉상
- 2012년 제48회 백상예술대상 TV남자예능상
- 2012년 제39회 한국방송대상 코미디언상
- 2012년 제20회 대한민국문화연예대상 개그대상
- 2012년 KBS 연예대상 코미디부문 남자 최우수상
- 2013년 KBS 연예대상 코미디부문 남자 최우수상
- 2014년 제20회 대한민국연예예술상 희극인상
- 2014년 제5회 대한민국대중문화예술상 문화체육부장관 장관표창
- 2015년 SBS 연예대상 쇼•토크부문 우수상
- 2016년 제10회 케이블TV 방송대상 맛있는 스타상
- 2016년 SBS 연예대상 프로듀서상
- 2017년 SBS 연예대상 쇼•토크부문 우수상 《판타스틱 듀오 2》
- 2023년 KBS 연예대상 쇼&버라이어티 부문 남자 최우수상

## 유행어
- ○○ 앤 ○○!, 잃어버린 ○○을(를) 찾아서~ (DJ변)
- ○○가 나를 알아보고!~ (많이컸네 황회장)
- 안녕하십니까? 저는 개콘 유치원 잎새반 김준현 어~린이 입니다. (9시쯤 뉴스)
- 고~뢔?, 지금 뭐하는 겁니까!! (비상대책위원회)
- 그~지? 야 안돼겠다 사람 불러야겠다. ○○하는 사람으로 (비상대책위원회)
- 가만히 있어~!! (생활의 발견)
- 자 우리는 세상 여자들이 싫어하는 조건을 한 가지씩 포함 네가지를 가지고 있는 남자들이다. 세상은 왜! 인기없는 남자를 싫어하는가? 세상은 왜! 촌티나는 남자를 싫어하는가? 세상은 왜 키 작은 남자를 싫어하는가? 세상은 왜! 뚱뚱한 남자를 싫어하는가? 세상은 왜! 벗겨진 남자를 싫어하는가(네가지)
- 자 지금부터 이 세상에 오해 받으며 살아가는 남자들에게 바친다. 제발 오해하지마! (네가지)
- 그래 나! 뚱뚱하다.(네가지)
- 뭐 이럴까봐~? (네가지)
- 맛~있~어~!! (네가지)
- 물론 가끔 ○○할 때도 있어 (네가지)
- 누굴 진짜 돼지로 아나~? (네가지)
- 그래도 오해 하지마라. 마음만은 호올쭉~하다!!! (네가지)
- 잘 봤지 더 이상 오해하지 마 우리 개콘이 네가지없는 네가지야 (네가지)
- 하지마! (소름)
- ~아니야. ~야. (소름)
- 아 누가 내가 먹고싶데? 병철이가 먹고싶데잖아! 병철이가! (편하게 있어)
- ~아니면 안 먹겠데잖아 병철이가! (편하게 있어)
- 내가 금방 사가지고 올게 편하게 있어! (편하게 있어)
- 내가 금방 갔다올게 편하게 있어! (편하게 있어)
- 너 해! (편하게 있어)
- 가만있어봐(보자) (편하게 있어)
- 오늘 한 잔 딱! 해야지! (편하게 있어)
- 질투나!(편하게 있어)
- 금방 해준데. (편하게 있어)
- 똑! (편하게 있어)
- 오랜만입니다. 형님!(큰세계)
- 살이 있네~ (큰세계)
- 야! 쏴! (세상아 덤벼라)
- 병원에서 그 때 포경에서 아파에서 것은 똥보에서 아파요! 개그맨 김준현에서 시원하겠습니다.

## 같이 보기
- 유재석
- 강호동
- 신동엽
- 이경규
- 이휘재
- 김준호
- 유민상
- 문세윤
- 김민경
- 김수영
- 허경환
- 양상국
- 김원효
- 김기열
- 송병철
- 맛있는녀석들